# Hard Reset
Hard Reset è un videogioco di tipo sparatutto in prima persona per Microsoft Windows, sviluppato da Flying Wild Hog e pubblicato da Valve Corporation e 1C Company il 13 settembre 2011.
Hard Reset si presenta come un FPS "vecchia scuola", con una campagna single player non troppo lunga e l'assenza del multiplayer. Il gioco è stato lanciato sul mercato con uno dei tratti caratteristici dei giochi giochi indipendenti: il costo ridotto, infatti il prezzo "budget" è di circa $ 29.
Il titolo è la prima produzione della compagnia Flying Wild Hog.
Il 12 luglio 2012 è stato reso disponibile il DLC, Hard Reset: Exile, contenente 5 nuovi livelli ambientati fuori Bezoar, 4 nuovi tipi di nemici, un nuovo boss finale, 2 mappe survival aggiuntive e nuovi obbiettivi.

## Trama
17 gennaio 2436, settore 6, distretto europeo, Bezoar City. Il maggiore Fletcher (nome in codice CLN 16) è un mercenario, insieme ad altri, alle dipendenze della Corporazione CLN, con il compito di pattugliare la città e in particolare il Santuario (una rete che contiene miliardi di personalità digitalizzate di esseri umani) dagli attacchi dei robot, i quali hanno sviluppato una intelligenza tale da ribellarsi alla razza umana. Il Santuario è in grado di offrire alle macchine una intelligenza superiore a quella raggiunta finora.
Il settore 6 viene attaccato dalle macchine, che provocano diversi morti, e Fletcher viene mandato a controllare la zona. Scopre che le macchine sono state aiutate a entrare dall'interno della città dal professore Percival Novak e si mette sulle sue tracce. Raggiunto il suo laboratorio, cade in trappola e viene immobilizzato da Novak. Questi sa che Fletcher è uno dei 6 sopravvissuti al bug del Santuario, che provoca la malattia conosciuta come "pazzia di Novak". Lo stesso professore era a capo della divisione di ricerca e ha nascosto alla Corporazione la situazione sulla malattia di Fletcher. Novak è ben a conoscenza che bere alcolici rende il mercenario sordo alle diverse personalità contenute nella sua mente e gli offre la possibilità di controllare questo dono e usarlo a proprio vantaggio. Novak rivela che la Corporazione non difende l'umanità, subito dopo si suicida. Fletcher si collega al sistema del professore e una copia dello stesso Novak entra a far parte delle personalità contenute nella mente del mercenario. Segnalato l'obbiettivo come eliminato alla sede centrale, il maggiore ha ora il compito di distruggere il laboratorio di Novak. Qui scopre che la statua di Atlas (Atlante) è in realtà un cavallo di Troia contenente miliardi di nano-macchine che costruiscono qualcosa all'interno della statua. Atlante è parte dell'intelligenza artificiale esterna ed è anche autonomo. Secondo il professore l'unico modo per conoscere i piani delle macchine è prendere i dati dalla matrice della statua. Abbattuto Atlante, Fletcher si inietta le nano-macchine che imprimono la matrice nel suo cervello. Il maggiore ha la visione di un vecchio ospedale militare abbandonato della Corporazione, si reca sul posto per assimilare tutte le matrici dell'IA. In quel posto si svolgevano esperimenti sull'IA, per lungo tempo sotto controllo umano, Novak realizzò l'IA interna come un'arma per usare il Santuario e vincere contro le macchine, ma diventò autonoma e si ribellò, riuscendo a prendere pieno controllo dell'intera Corporazione. Per il maggiore non resta che fermare l'enorme macchina che aveva distrutto il settore 6. Fatto ciò, Fletcher assimila la matrice e ne ottiene pieno controllo.

### Hard Reset: Exile
48 ore dopo, attaccato dagli uomini della Corporazione, il maggiore abbandona il robot danneggiato. Si trova all'esterno della città, raggiunge un impianto dove riesce a mettersi in contatto con altri umani di Haven, che lo guidano lungo la strada. All'interno della struttura trova documenti riguardanti un Overseer (sorvegliante), che minaccia di attaccare gli umani di Haven.
Prima di scontrarsi con l'Overseer, Fletcher invia un segnale di localizzazione a Haven. Solo dopo che il maggiore ha distrutto la macchina che minacciava gli umani, incontra gli altri sopravvissuti fuori Bezoar.

## Modalità di gioco
Il titolo possiede le classiche meccaniche di uno sparatutto in prima persona di carattere frenetico (simile a Serious Sam), con molti nemici onnipresenti, una necessità di pianificazione tattica molto bassa, numerosissimi oggetti esplodibili o frantumabili. Sono presenti solo due tipi di armi e relative munizioni (una meccanica ed una energetica); queste possiedono un unico caricatore ciascuna e sono aggiornabili e potenziabili in determinati luoghi dell'ambiente di gioco. Si ha una mitragliatrice, un fucile a corto raggio, un lanciagranate e lanciamine ed un lanciamissili per l'arma meccanica; un insieme di funzioni di vario genere offensivo per l'arma energetica.
Il giocatore può anche potenziare il personaggio giocante, aumentandone salute e scudo massimo, fornendo all'interfaccia un radar per rilevare i nemici, aumentando capacità massima di munizioni ed altro.
Nel gioco sono presenti alcuni pulsanti da attivare per poter liberare determinati passaggi e proseguire, oppure richiede di distruggere un generatore per disattivare una griglia laser, ci sono anche ascensori monodirezionali.
I livelli che prendono luogo a Bezoar sono sempre ambientati di notte mentre all'esterno della città si può vedere lo scenario illuminato dal sole.

## Accoglienza
Il sito Multiplayer.it ha fornito a Hard Reset un punteggio di 8,4/10, elogiando le meccaniche di sparatutto e la resa totale, ma criticando la durata, la difficoltà anche nelle modalità facili e l'assenza di novità introdotte.
Il sito Eurogamer ha invece assegnato il punteggio di 8/10, facendo però notare l'assenza di una modalità multigiocatore e le dinamiche tipiche di un FPS di "vecchia scuola".

## Livelli
1. First Contact
2. Sector 6
3. The Chase
4. Bazaar
5. Atlas
6. Underground
7. Hospital

### DLC Exile
1. Crusher
2. Junkyard
3. Rail Yard
4. Factory
5. Arena